# Лінвуд (Вісконсин)
Лінвуд (англ. Linwood) — місто (англ. town) в США, в окрузі Портедж штату Вісконсин. Населення — 1070 осіб (2020).

## Демографія
Згідно з переписом 2010 року, у місті мешкала 1121 особа в 430 домогосподарствах у складі 337 родин. Було 462 помешкання
Расовий склад населення:
| - 97,9 % — білих - 0,4 % — азіатів - 0,3 % — корінних американців |

До двох чи більше рас належало 1,3 %. Частка іспаномовних становила 0,9 % від усіх жителів.
За віковим діапазоном населення розподілялося таким чином: 23,6 % — особи молодші 18 років, 62,0 % — особи у віці 18—64 років, 14,4 % — особи у віці 65 років та старші. Медіана віку мешканця становила 44,1 року. На 100 осіб жіночої статі у місті припадало 99,8 чоловіків;  на 100 жінок у віці від 18 років та старших — 102,1 чоловіків також старших 18 років.
Середній дохід на одне домашнє господарство  становив 85 005 доларів США (медіана — 71 250), а середній дохід на одну сім'ю — 89 618 доларів (медіана — 76 250). Медіана доходів становила 54 097 доларів для чоловіків та 47 885 доларів для жінок. За межею бідності перебувало 5,5 % осіб, у тому числі 5,0 % дітей у віці до 18 років та 8,6 % осіб у віці 65 років та старших.
Цивільне працевлаштоване населення становило 559 осіб. Основні галузі зайнятості: освіта, охорона здоров'я та соціальна допомога — 25,9 %, виробництво — 21,1 %, фінанси, страхування та нерухомість — 12,0 %, будівництво — 10,6 %.